# HMS Bermuda (52)
HMS Bermuda (52) (sau đổi thành C52) là một tàu tuần dương hạng nhẹ lớp Crown Colony của Hải quân Hoàng gia Anh Quốc. Nó được hoàn tất trong Chiến tranh Thế giới thứ hai và đã phục vụ trong cuộc xung đột này. Tên của nó được đặt theo lãnh thổ Bermuda của Anh, và là chiếc tàu chiến thứ tám của Anh Quốc mang cái tên này. Sau chiến tranh nó ngừng hoạt động vào năm 1962 và bị tháo dỡ vào năm 1965.

## Thiết kế và chế tạo
Bermuda được chế tạo bởi hãng John Brown & Company tại Clydebank. Nó được đặt lườn vào ngày 30 tháng 11 năm 1938 và được hạ thủy vào ngày 11 tháng 9 năm 1941. Cũng trong năm này, HMS Fiji, chiếc dẫn đầu của lớp, đã bị đánh chìm đang khi tham gia triệt thoái khỏi Crete. Bermuda được đưa ra hoạt động vào ngày 21 tháng 8 năm 1942.

## Lịch sử hoạt động

### Chiến tranh Thế giới thứ hai

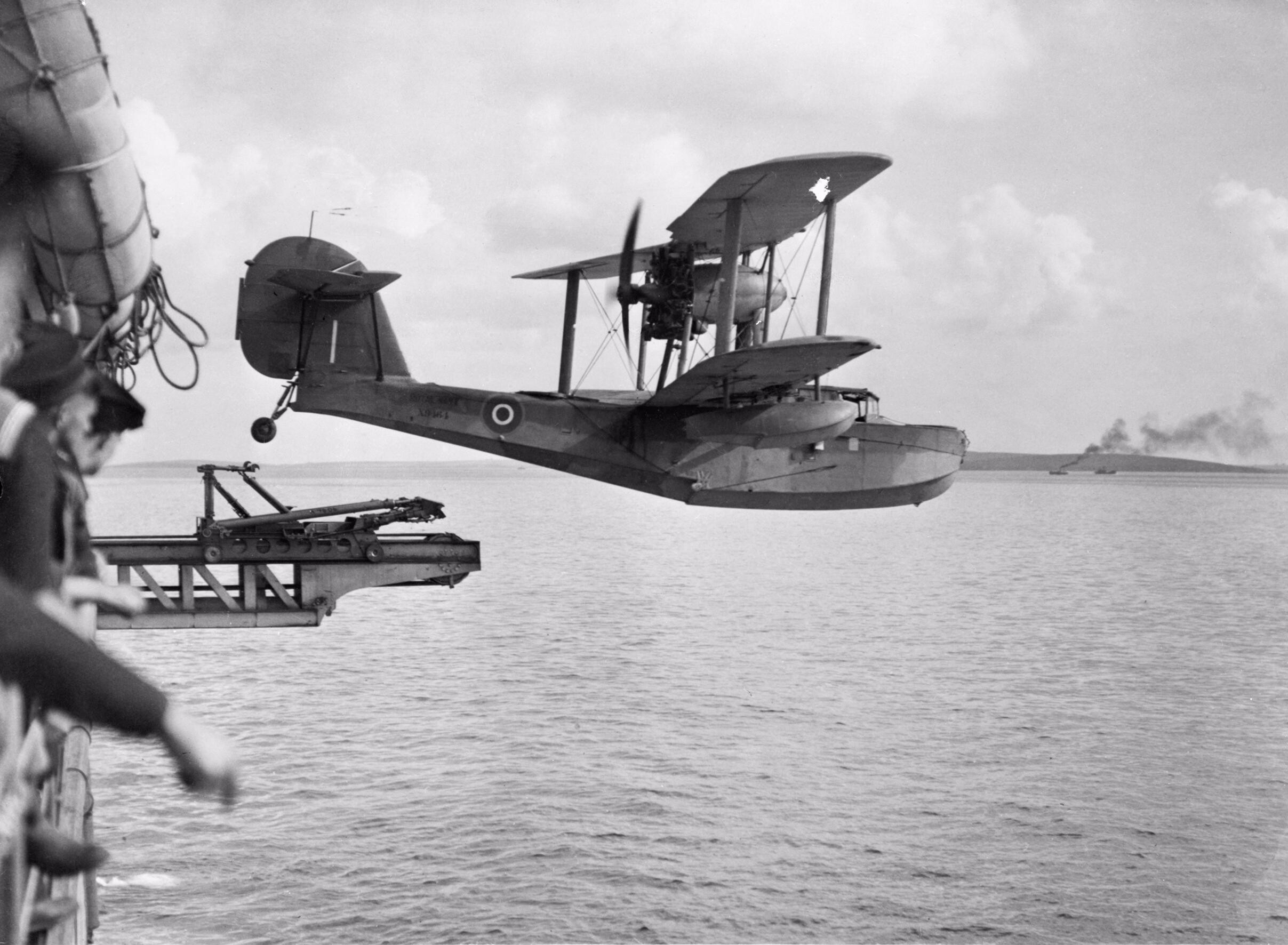
Một thủy phi cơ Supermarine Walrus vừa mới rời máy phóng của HMS Bermuda

Cho đến hết năm 1942, Bermuda tham gia hoạt động tại Mặt trận Bắc Phi, kể cả Chiến dịch Torch, trong thành phần Hải đội Tuần dương 10. Cùng với chiếc HMS Sheffield, nó được cho tách khỏi Lực lượng H để tấn công một đồn duyên hải nhỏ, nơi mà cả hai chiếc đã bị máy bay ném bom-ngư lôi Ý tấn công. Nó đã hỗ trợ cho việc đổ bộ lên Bougie, và đã thoát ra khỏi một cuộc không kích nặng nề mà không bị hư hại. Sau đó Bermuda quay trở lại phục vụ tại Chiến trường Đại Tây Dương hộ tống các con tàu tại vịnh Biscay, và vào tháng 6 năm 1943 đã vận chuyển người và tiếp liệu đến Spitsbergen. Nó tham gia hoạt động chống lại tàu ngầm U boat tại vịnh Biscay và tại Bắc Đại Tây Dương. Sau những nhiệm vụ khác tại biển Bắc Cực, nó quay trở về Glasgow vào tháng 6 năm 1944 cho một lượt nâng cấp.
Đợt tái trang bị đã tháo dỡ tháp pháo 'X' của nó nhằm tăng cường hỏa lực phòng không. Sau đó Bermuda được phái sang Mặt trận Thái Bình Dương vào tháng 5 năm 1945 khi chiến tranh tại châu Âu đã đi vào hồi kết thúc. Nó đi đến Fremantle vào ngày 1 tháng 7, nhận thực phẩm và tiếp liệu trước khi tiếp tục hướng đến Sydney, đến nơi vào ngày 7 tháng 7. Tại đây nó tiến hành tập trận cùng các tàu chiến khác của Hải quân Hoàng gia đang phục vụ tại Viễn Đông, kể cả thiết giáp hạm HMS Anson. Đang khi ở tại Sydney, nó được tin tức về vụ Ném bom nguyên tử xuống Hiroshima và Nagasaki và tiếp theo là việc Nhật Bản đầu hàng. Bermuda lên đường đi Philippines, đến nơi vào ngày 23 tháng 8; nó tham gia vào hoạt động giải cứu tù binh chiến tranh Đồng Minh tại các lãnh thổ mà Nhật Bản chiếm đóng trước đây.
Vào ngày 6 tháng 9, Bermuda bị một máy bay Nhật, rõ ràng không biết chiến tranh đã kết thúc hoặc không sẵn lòng đầu hàng, tấn công. Bermuda đánh trả lại cuộc tấn công và tiếp tục hành trình. Nó vận chuyển tù binh chiến tranh Đồng Minh đến Thượng Hải để được hồi hương.

### Sau chiến tranh
Bermuda tiếp tục ở lại Viễn Đông trong vai trò soái hạm của Hải đội Tuần dương 5 cho đến năm 1947, khi nó quay trở về Anh cho một đợt tái trang bị tại Xưởng tàu Chatham; sau đó nó được đưa về lực lượng dự bị. Nó được cho hoạt động trở lại vào năm 1950, phục vụ tại Nam Đại Tây Dương như là soái hạm của Tổng tư lệnh Trạm Nam Đại Tây Dương cho đến năm 1953. Sau đó nó phục vụ cùng Hạm đội Địa Trung Hải. Cũng trong năm 1953, nó cùng với con tàu chị em HMS Gambia mang hàng tiếp tế trợ giúp cho đảo Zakynthos thuộc Hy Lạp khi nơi này chịu đựng một trận động đất nặng. Các quan chức Hy Lạp sau này đã bình luận: "Người Hy Lạp chúng tôi có truyền thống gắn bó lâu dài với Hải quân Hoàng gia, và nó sống theo mọi ước mong luôn là người đầu tiên đến giúp đỡ".
Vào năm 1956 Bermuda tạm ngưng hoạt động và đi đến xưởng tàu Palmer tại Hebburn on Tyne tiến hành một đợt nâng cấp kéo dài. Khi hoạt động trở lại, nó trải qua vài năm tiếp theo tập trận cùng hải quân các nước trong khối NATO cũng như cùng các đơn vị khác của Hải quân Hoàng gia. Vào tháng 4 năm 1958, nó rời Malta trợ giúp vào việc tăng cường lực lượng tại Cộng hòa Síp đang khi có những biến động tại đây.
Bermuda được cho ngừng hoạt động vào năm 1962, sau 21 năm phục vụ. Nó được tháo dỡ bởi hãng Ward, Briton Ferry, Wales bắt đầu vào ngày 26 tháng 8 năm 1965

## Di sản
Bermuda đã nhiều lần viếng thăm hòn đảo mà nó mang tên, nơi nó được trao tặng nhiều vật dụng bằng bạc, trong đó bao gồm bốn cây kèn và một chiếc chuông lớn, vốn thỉnh thoảng được dùng làm bình đựng nước thánh trong nghi lễ rửa tội cho trẻ em trong thủy thủ đoàn. Hai chiếc kèn sau đó được chuyển cho Trung đoàn Bermuda. Ngoài chuông và kèn được Bảo tàng Hàng hải Bermuda thu thập tại Xưởng tàu Bermuda, các vật dụng khác đã bị mất sau khi con tàu ngừng hoạt động.